# Tusk (álbum)
Tusk es el duodécimo álbum de estudio de la banda británica de rock Fleetwood Mac, publicado en 1979 a través de Warner Bros. Records. Es el primer y hasta el momento único disco conceptual de la agrupación, que también involucró toques del punk rock y del new wave y una alta producción en sus temas. En 2004, se lanzó una versión remasterizada de dos discos compactos que incluye, además de todo el original, un segundo disco con demos, descartes y versiones alternativas.
En 2013, la revista NME lo posicionó en el lugar 445 de su lista los 500 grandes álbumes de todos los tiempos.

## Antecedentes
Luego del éxito arrollador de Rumours, la banda y a petición de Lindsey Buckingham entraron a los estudios The Village Recorder para trabajar en un álbum más experimental y conceptual, que involucró algunos sonidos del punk rock y del new wave. Según el bajista John McVie, Tusk fue más bien un disco de Buckingham, Nicks y de Christine, ya que cada uno escribió las canciones por separado y las reunieron solo en la etapa de grabación. 
Está compuesto por dos discos donde colaboró la banda USC Trojan Marching Band de la Universidad del Sur de California en el tema «Tusk», y además participó como músico invitado el exguitarrista y fundador Peter Green en la canción «Brown Eyes», sin embargo, no fue acreditado en la versión original pero con el pasar de los años Christine ha admitido dicha información.

## Recepción comercial
Alcanzó el puesto 4 en la lista estadounidense Billboard 200 y fue certificado con doble disco de platino por la Recording Industry Association of America, luego de superar las 2 millones de copias vendidas. Por otro lado, en el Reino Unido obtuvo la primera posición de los UK Albums Chart y se certificó con disco de platino por vender más de 300 000 copias. Mientras que en otros países principalmente europeos, recibió mejores lugares en las listas locales que Rumours pero hasta la actualidad no llega ni a la mitad de las ventas mundiales que ha generado el disco antecesor.
Por otro lado y para promocionarlo fueron lanzados cuatro canciones como sencillos, siendo los más exitosos «Tusk» y «Sara». Mientras que temas como «Over & Over», «Think About Me» y «Sisters of the Moon» lograron una buena radiodifusión en las estaciones de AOR. A pesar de las pocas ventas al momento de su lanzamiento, su respectiva gira llamada simplemente Tusk Tour obtuvo un rotundo éxito con destacadas presentaciones en Europa, Norteamérica, Japón, Australia y Nueva Zelanda.

## Lista de canciones

### Disco uno
| N.º | Título                                | Escritor(es) | Duración |  |
| 1.  | «Over & Over»                         | C. McVie     | 4:36     |  |
| 2.  | «The Ledge»                           | Buckingham   | 2:02     |  |
| 3.  | «Think About Me»                      | C. McVie     | 2:44     |  |
| 4.  | «Save Me a Place»                     | Buckingham   | 2:40     |  |
| 5.  | «Sara»                                | Nicks        | 6:27     |  |
| 6.  | «What Makes You Think You're the One» | Buckingham   | 3:32     |  |
| 7.  | «Storms»                              | Nicks        | 5:29     |  |
| 8.  | «That's All for Everyone»             | Buckingham   | 3:04     |  |
| 9.  | «Not That Funny»                      | Buckingham   | 3:13     |  |
| 10. | «Sisters of the Moon»                 | Nicks        | 4:40     |  |

### Disco dos
| N.º | Título                 | Escritor(es) | Duración |  |
| 1.  | «Angel»                | Nicks        | 4:53     |  |
| 2.  | «That's Enough for Me» | Buckingham   | 1:48     |  |
| 3.  | «Brown Eyes»           | C. McVie     | 4:30     |  |
| 4.  | «Never Make Me Cry»    | C. McVie     | 2:14     |  |
| 5.  | «I Know I'm Not Wrong» | Buckingham   | 3:02     |  |
| 6.  | «Honey Hi»             | C. McVie     | 2:43     |  |
| 7.  | «Beautiful Child»      | Nicks        | 5:23     |  |
| 8.  | «Walk a Thin Line»     | Buckingham   | 3:48     |  |
| 9.  | «Tusk»                 | Buckingham   | 3:36     |  |
| 10. | «Never Forget»         | C. McVie     | 3:44     |  |

### Bonus CD 2004
| CD adicional edición 2004 |                                                        |          |  |
| N.º                       | Título                                                 | Duración |  |
| 1.                        | «One More Time (Over & Over)»                          |          |  |
| 2.                        | «Can't Walk Out of Here (The Ledge)»                   |          |  |
| 3.                        | «Think About Me»                                       |          |  |
| 4.                        | «Sara»                                                 |          |  |
| 5.                        | «Lindsey's Song #1 (I Know I'm Not Wrong)»             |          |  |
| 6.                        | «Storms»                                               |          |  |
| 7.                        | «Lindsey's Song #2 (That's All for Everyone)»          |          |  |
| 8.                        | «Sisters of the Moon»                                  |          |  |
| 9.                        | «Out on the Road (That's Enough for Me)»               |          |  |
| 10.                       | «Brown Eyes»                                           |          |  |
| 11.                       | «Never Make Me Cry»                                    |          |  |
| 12.                       | «Song #1 (I Know I'm Not Wrong)»                       |          |  |
| 13.                       | «Honey Hi»                                             |          |  |
| 14.                       | «Beautiful Child»                                      |          |  |
| 15.                       | «Song #3 (Walk a Thin Line)»                           |          |  |
| 16.                       | «Come on Baby (Never Forget)»                          |          |  |
| 17.                       | «Song #1 (I Know I'm Not Wrong)» (versión alternativa) |          |  |
| 18.                       | «Kiss and Run»                                         |          |  |
| 19.                       | «Farmer's Daughter»                                    |          |  |
| 20.                       | «Think About Me» (versión sencillo)                    |          |  |
| 21.                       | «Sisters of the Moon»                                  |          |  |

## Músicos
- Stevie Nicks: voz y teclados adicionales Piano (en Sara)
- Lindsey Buckingham: guitarra, piano, bajo, batería, armónica y voz
- Christine McVie: teclados, acordeón y voz
- John McVie: bajo
- Mick Fleetwood: batería y percusión
- USC Trojan Marching Band: aparece en «Tusk»
- Peter Green – aparece (aunque sin crédito) en «Brown Eyes»

## Producción
- Productores: Fleetwood Mac, Ken Caillat, Richard Dashut
- Ingenieros: Lindsey Buckingham, Ken Caillat, Richard Dashut, Hernán Rojas
- Ingeniero Asistente: Rich Feldman
- Masterización: Ken Perry
- Remasterización: Ken Caillat
- Fotografía: Peter Beard, Jayne Odgers, Norman Seeff
- Diseño: Vigon Nahas Vigon
- Dirección Artística: Vigon Nahas Vigon

## Certificaciones
| País                                                       | Certificación | Ventas  |
| ---------------------------------------------------------- | ------------- | ------- |
| Alemania (Bundesverband Musikindustrie)                    | Oro           | 250 000 |
| Reino Unido (British Phonographic Industry)                | Platino       | 300 000 |
| Estados Unidos (Recording Industry Association of America) | 2xPlatino     | 2 000   |